# Acanthogorgia isoxya
Acanthogorgia isoxya is een zachte koraalsoort uit de familie Acanthogorgiidae. De koraalsoort komt uit het geslacht Acanthogorgia. Acanthogorgia isoxya werd in 1999 voor het eerst wetenschappelijk beschreven door Grasshoff. 